# 툼바 (스웨덴)

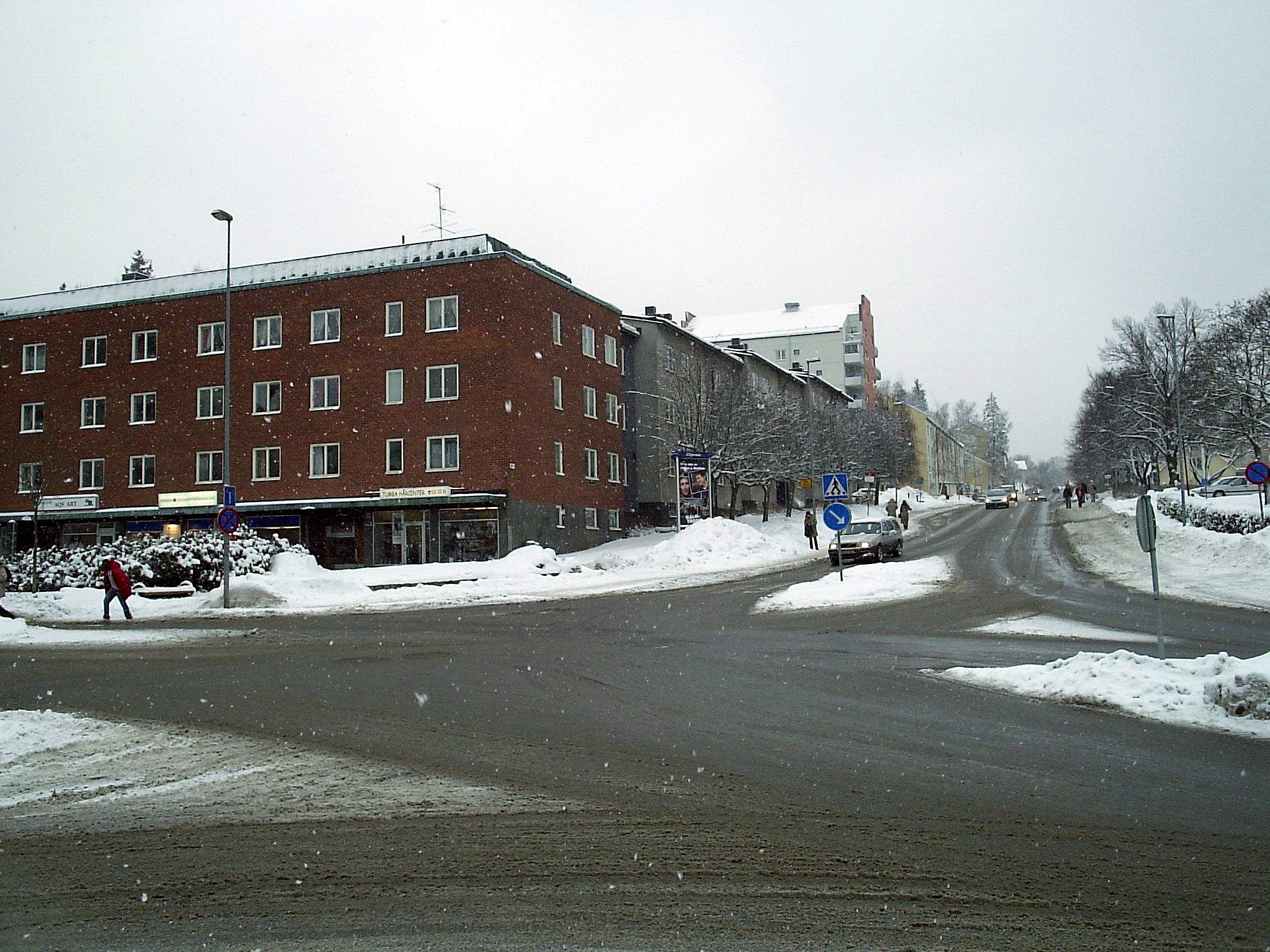
툼바 시가지

툼바(스웨덴어: Tumba)는 스웨덴 스톡홀름주의 도시이다.